# Sophie Imelmann
Sophie Imelmann (* 17. Juni 1996 in Langenhagen) ist eine deutsche Schauspielerin.

## Leben
Sophie Imelmann wurde 1996 im niedersächsischen Langenhagen geboren. Sie wuchs in Stelingen, einem Stadtteil von Garbsen, auf. Ihr Fernsehdebüt gab sie am 29. Januar 2011 in Folge 640 der 14. Staffel als Internatsschülerin Marianne „Mary“ Fuchs in der KI.KA-Fernsehserie Schloss Einstein und zog für diese Rolle zu ihrem damaligen Serienkollegen Edzard Ehrle nach Erfurt, wo sie in der Zeit der Dreharbeiten das Gutenberg-Gymnasium besuchte. Im Sommer 2012 wurde schließlich bekannt, dass sie, wie einige andere Darsteller, die Serie mit Ende der 15. Staffel verlässt. Die letzte Folge mit ihr wurde am 29. Dezember 2012 ausgestrahlt.
2014 legte sie das Abitur ab. Danach studierte sie internationales Informationsmanagement in Hildesheim und schloss dem ein Studium in Spanisch und Philosophie an, um Lehrerin zu werden.
Im Jahr 2016 wurde sie zur Miss Niedersachsen gekürt. Bei der Wahl zur Miss Germany kam sie ins Finale und erreichte einen Platz unter den ersten acht.
Von 2018 bis 2023 war sie als Leonie Teubert bei Köln 50667 zu sehen. Nach einem Jahr Pause kehrte sie 2024 zurück und nahm ihre alte Rolle wieder auf.
Im August 2019 posierte sie nackt mit Nathalie Bleicher-Woth für den Playboy Deutschland in einem Fotoshooting der Fotografin Ana Dias.

## Filmografie
- 2011–2012: Schloss Einstein (Fernsehserie, 100 Folgen)
- seit 2018: Köln 50667 (Fernsehserie)
- 2024: Love Island VIP (Dating Sendung) RTL Zwei